# Seizième circonscription du Nord
La seizième circonscription du Nord est l'une des 21 circonscriptions législatives françaises que compte le département du Nord (59). Elle est représentée dans la XVIe législature par Matthieu Marchio (RN).

## Description géographique et démographique

### De 1958 à 1986
À la suite de l'ordonnance no 58-945 du 13 octobre 1958 relative à l'élection des députés à l'assemblée nationale, la Seizième circonscription du Nord était créée et regroupait les divisions administratives suivantes :
- Canton de Cambrai-Est
- canton de Cambrai-Ouest
- canton de Carnières
- canton de Marcoing [1].

### De 1988 à 2010
Par la loi no 86-1197 du 24 novembre 1986
 de découpage électoral, la circonscription regroupait les divisions administratives suivantes : 
- Canton de Marchiennes et communes de Anhiers, Flines-lez-Raches, Lallaing (issues du canton de Douai-Nord), Aniche, Auberchicourt, Dechy, Ecaillon, Guesnain, Lewarde, Loffre, Masny et Montigny-en-Ostrevent (issues du canton de Douai-Sud).

### Depuis 2010
Depuis l'adoption de l'ordonnance no 2009-935 du 29 juillet 2009, ratifiée par le Parlement français le 21 janvier 2010, elle est composée des divisions administratives suivantes : 
- Canton de Marchiennes et communes de Anhiers, Aniche, Auberchicourt, Dechy, Écaillon, Flines-lez-Raches, Guesnain, Lallaing, Lewarde, Loffre, Masny, Montigny-en-Ostrevent, Sin-le-Noble, et Waziers[4].

Lors du recensement général de la population en 1999, réalisé par l'Institut national de la statistique et des études économiques (INSEE), la population de cette circonscription est estimée à 113 904 habitants,.

La seizième circonscription en 1958.
La seizième circonscription en 1986.
La seizième circonscription en 2010.

### Pyramide des âges
| Hommes | Classe d’âge   | Femmes |
| ------ | -------------- | ------ |
| 6      | 65 ans et plus | 10     |
| 28     | 20 à 64 ans    | 29     |
| 14     | 0 à 19 ans     | 13     |

### Catégorie socio-professionnelle
Répartition de la population active par catégorie socio-professionnelle en 2013
| Agriculteurs | Artisans, commerçants, chefs d'entreprise | Cadres, professions intellectuelles | Professions intermédiaires | Employés | Ouvriers | Retraités | Autres |
| ------------ | ----------------------------------------- | ----------------------------------- | -------------------------- | -------- | -------- | --------- | ------ |
| 0,2 %        | 2,2 %                                     | 4,0 %                               | 11,5 %                     | 16,5 %   | 17,3 %   | 24,1 %    | 24,3 % |

## Historique des résultats

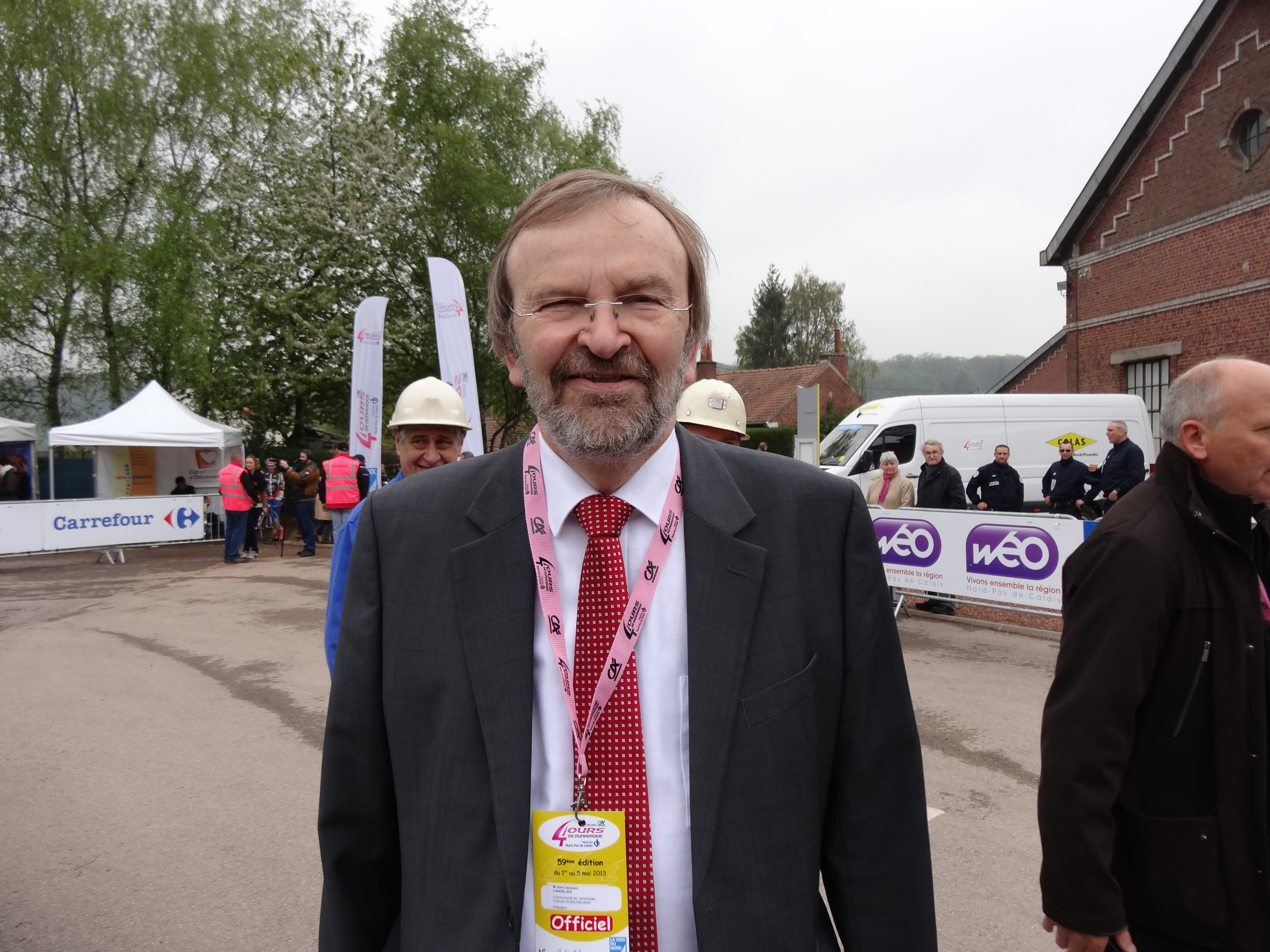
Jean-Jacques Candelier en 2013.

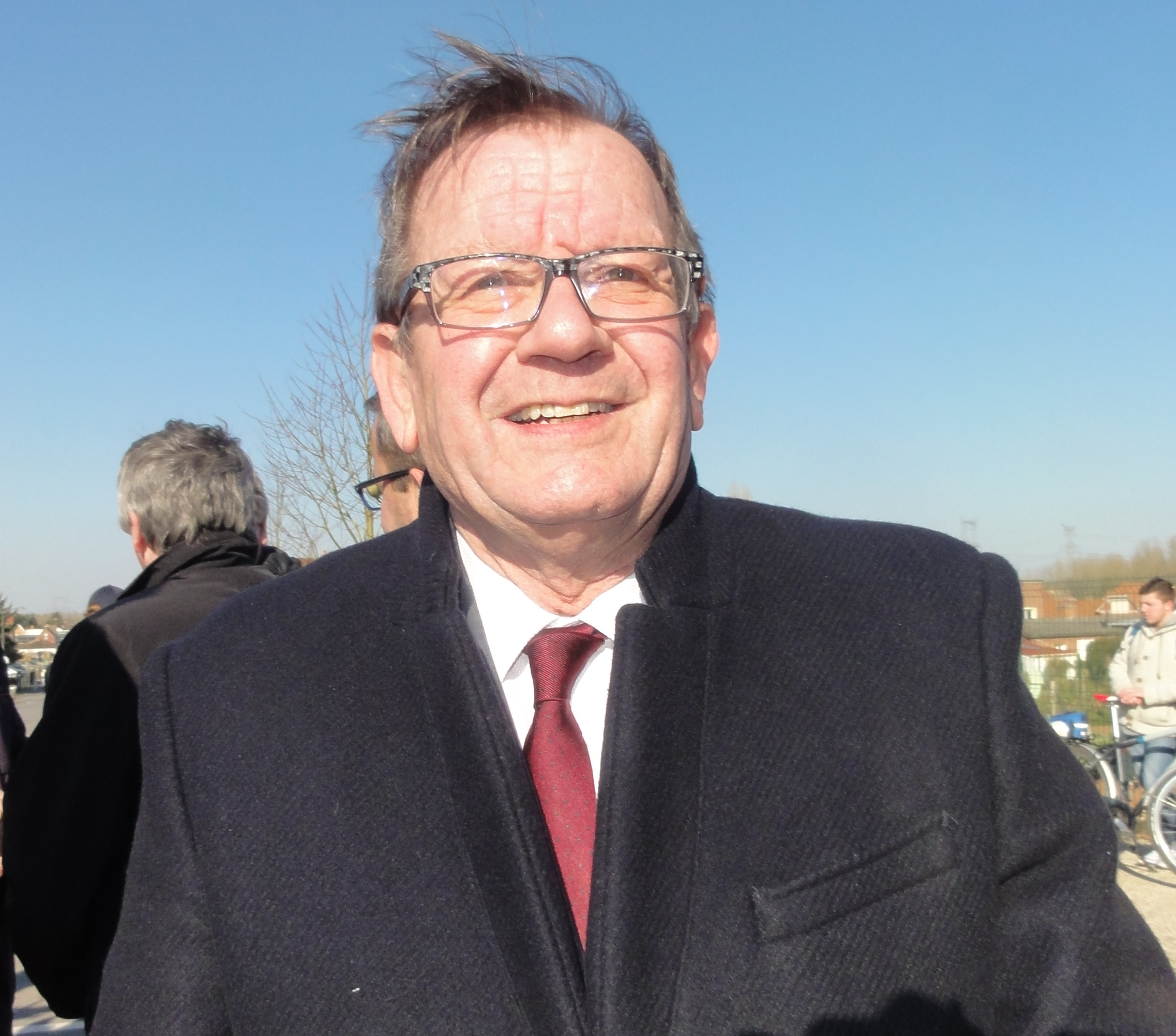
Alain Bruneel en 2018.

| Législature | Début de mandat | Fin de mandat   | Député                 | Parti politique | Observations |
| ----------- | --------------- | --------------- | ---------------------- | --------------- | --- |
| Ire         | 9 décembre 1958 | 9 octobre 1962  | Raymond Gernez         | SFIO            | Mandat écourté à la suite d'une dissolution parlementaire décidée par Charles de Gaulle.                                                                       |
| IIe         | 6 décembre 1962 | 2 avril 1967    | Raymond Gernez         | SFIO            | |
| IIIe        | 3 avril 1967    | 30 mai 1968     | Raymond Gernez         | FGDS            | Mandat écourté à la suite d'une dissolution parlementaire décidée par Charles de Gaulle.                                                                       |
| IVe         | 11 juillet 1968 | 1er avril 1973  | Raymond Gernez         | PS              | |
| Ve          | 11 mars 1973    | 1er mai 1977    | Jacques Legendre       | UDR             | Nommé secrétaire d'État dans le deuxième gouvernement Barre |
| Ve          | 2 mai 1977      | 2 avril 1978    | Claude Pringalle       | UDR             | Nommé secrétaire d'État dans le deuxième gouvernement Barre |
| VIe         | 19 mars 1978    | 6 mai 1978      | Jacques Legendre       | RPR             | Mandat écourté à la suite d'une dissolution parlementaire décidée par François Mitterrand.                                                                     |
| VIe         | 7 mai 1978      | 22 mai 1981     | Claude Pringalle       | RPR             | Mandat écourté à la suite d'une dissolution parlementaire décidée par François Mitterrand.                                                                     |
| VIIe        | 21 juin 1981    | 23 juillet 1981 | Jean Le Garrec         | PS              | Nommé secrétaire d'État auprès du Premier ministre |
| VIIe        | 24 juillet 1981 | 1er avril 1986  | Denise Cacheux         | PS              | Nommé secrétaire d'État auprès du Premier ministre |
| VIIIe       | 2 avril 1986    | 14 mai 1988     | Aucun                  | Aucun           | Proportionnelle par département, pas de député par circonscription. Mandat écourté à la suite d'une dissolution parlementaire décidée par François Mitterrand. |
| IXe         | 23 juin 1988    | 1er avril 1993  | Georges Hage           | PCF             | |
| Xe          | 2 avril 1993    | 21 avril 1997   | Georges Hage           | PCF             | Décès du député Serge Charles le 13 septembre 1994. Mandat écourté à la suite d'une dissolution parlementaire décidée par Jacques Chirac.                      |
| XIe         | 12 juin 1997    | 18 juin 2002    | Georges Hage           | PCF             | |
| XIIe        | 19 juin 2002    | 19 juin 2007    | Georges Hage           | PCF             | |
| XIIIe       | 20 juin 2007    | 19 juin 2012    | Jean-Jacques Candelier | PCF             | |
| XIVe        | 20 juin 2012    | 20 juin 2017    | Jean-Jacques Candelier | PCF             | |
| XVe         | 21 juin 2017    | 21 juin 2022    | Alain Bruneel          | PCF             | |
| XVIe        | 22 juin 2022    | 9 juin 2024     | Matthieu Marchio       | RN              | Mandat écourté à la suite d'une dissolution parlementaire décidée par Emmanuel Macron.                                                                         |

## Historiques des élections

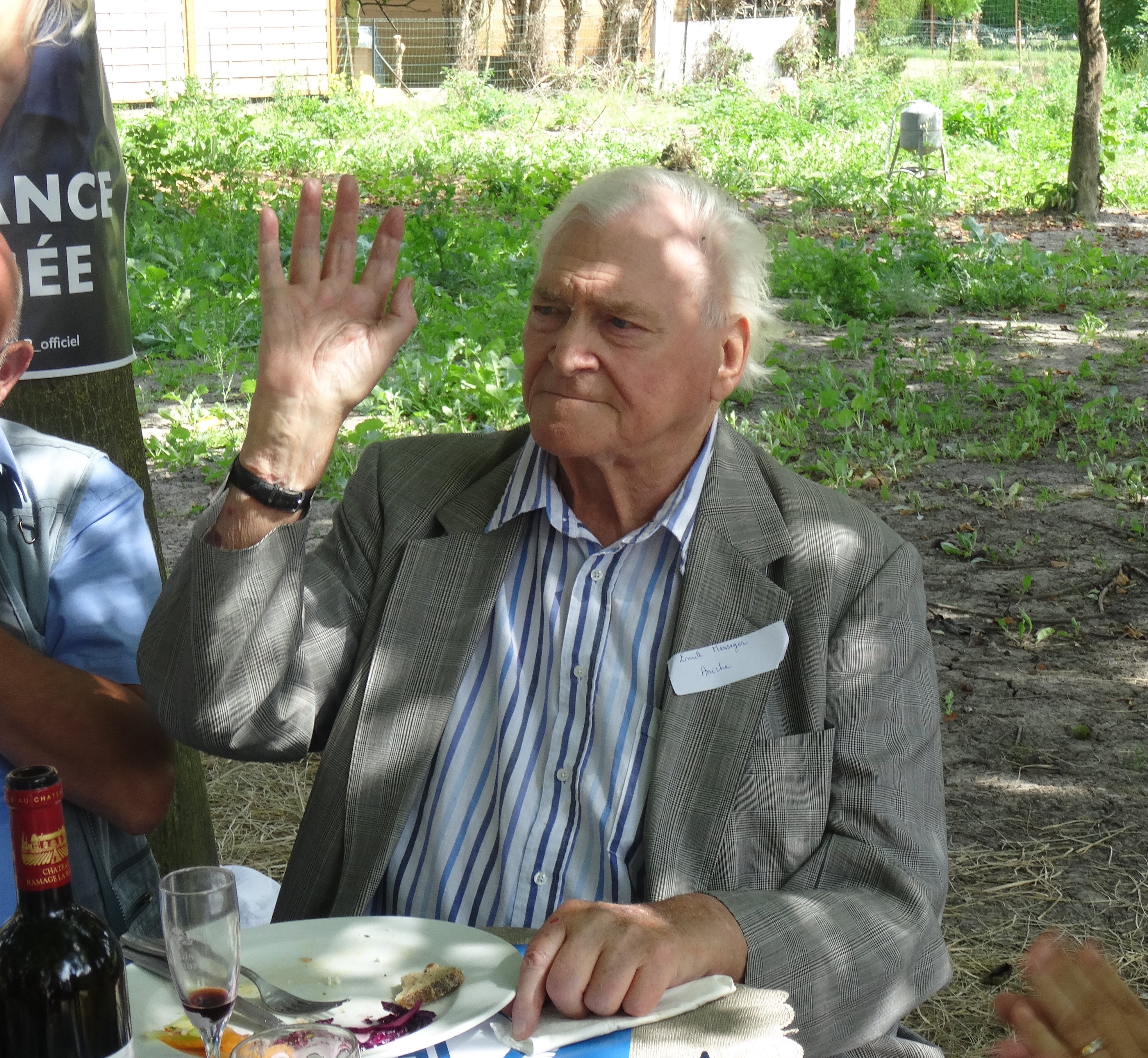
Émile Messager (1929-2017) en août 2016 à Arleux.

### Élections de 1958
| Candidat       | Candidat           | Parti          | Premier tour | Premier tour | Second tour | Second tour |  |
| Candidat       | Candidat           | Parti          | Voix         | %            | Voix        | %           |  |
| -------------- | ------------------ | -------------- | ------------ | ------------ | ----------- | ----------- |  |
|                | Raymond Gernez élu | SFIO           | 17 580       | 36,5         | 19 762      | 40,02       |  |
|                | Émilienne Galicier | PCF            | 11 295       | 23,45        | 11 043      | 22,36       |  |
|                | Henri Lepan        | UNR            | 9 289        | 19,28        | 18 576      | 37,62       |  |
|                | Octave Decupère    | CNIP           | 5 045        | 10,47        | Retrait     | Retrait     |  |
|                | Jean Massin        | MRP            | 4 026        | 8,36         | Retrait     | Retrait     |  |
|                | Maurice Fiévet     | Extrême droite | 935          | 1,94         |             |             |  |
|                |                    |                |              |              |             |             |  |
| Inscrits       | Inscrits           | Inscrits       | 59 047       | 100,00       | 59 040      | 100,00      |  |
| Abstentions    | Abstentions        | Abstentions    | 9 980        | 16,9         | 8 972       | 15,2        |  |
| Votants        | Votants            | Votants        | 49 067       | 83,1         | 50 068      | 84,8        |  |
| Blancs et nuls | Blancs et nuls     | Blancs et nuls | 897          | 1,83         | 687         | 1,37        |  |
| Exprimés       | Exprimés           | Exprimés       | 48 170       | 98,17        | 49 381      | 98,63       |  |

Le suppléant de Raymond Gernez était Pharamond Savary, conseiller général du canton de Marcoing, maire de Gouzeaucourt.

### Élections de 1962
| Candidat       | Candidat                     | Parti          | Premier tour | Premier tour | Second tour | Second tour |  |
| Candidat       | Candidat                     | Parti          | Voix         | %            | Voix        | %           |  |
| -------------- | ---------------------------- | -------------- | ------------ | ------------ | ----------- | ----------- |  |
|                | Raymond Gernez sortant réélu | SFIO           | 16 132       | 36,2         | 28 436      | 62,31       |  |
|                | Octave Decupère              | UNR-UDT        | 12 384       | 27,79        | 17 199      | 37,69       |  |
|                | François Courbet             | PCF            | 11 007       | 24,7         | Retrait     | Retrait     |  |
|                | Charles Delloye              | CNIP           | 2 981        | 6,69         | Retrait     | Retrait     |  |
|                | Jacques Melon                | MRP            | 2 057        | 4,62         |             |             |  |
|                |                              |                |              |              |             |             |  |
| Inscrits       | Inscrits                     | Inscrits       | 58 721       | 100,00       | 58 722      | 100,00      |  |
| Abstentions    | Abstentions                  | Abstentions    | 13 135       | 22,37        | 11 451      | 19,5        |  |
| Votants        | Votants                      | Votants        | 45 586       | 77,63        | 47 271      | 80,5        |  |
| Blancs et nuls | Blancs et nuls               | Blancs et nuls | 1 025        | 2,25         | 1 636       | 3,46        |  |
| Exprimés       | Exprimés                     | Exprimés       | 44 561       | 97,75        | 45 635      | 96,54       |  |

Le suppléant de Raymond Gernez était Odulphe Depommier, directeur de coopérative agricole à Beauvois-en-Cambrésis, conseiller général du canton de Carnières

### Élections de 1967
| Candidat       | Candidat                     | Parti          | Premier tour | Premier tour | Second tour | Second tour |  |
| Candidat       | Candidat                     | Parti          | Voix         | %            | Voix        | %           |  |
| -------------- | ---------------------------- | -------------- | ------------ | ------------ | ----------- | ----------- |  |
|                | Raymond Gernez sortant réélu | SFIO (FGDS)    | 18 844       | 37,8         | 32 334      | 66,63       |  |
|                | Jacques Bardoux              | RI             | 13 449       | 26,98        | 16 196      | 33,37       |  |
|                | François Courbet             | PCF            | 13 051       | 26,18        | Retrait     | Retrait     |  |
|                | Anatole Duchemin             | CD (PDM)       | 4 502        | 9,03         |             |             |  |
|                |                              |                |              |              |             |             |  |
| Inscrits       | Inscrits                     | Inscrits       | 58 932       | 100,00       | 58 932      | 100,00      |  |
| Abstentions    | Abstentions                  | Abstentions    | 7 957        | 13,5         | 8 487       | 14,4        |  |
| Votants        | Votants                      | Votants        | 50 975       | 86,5         | 50 445      | 85,6        |  |
| Blancs et nuls | Blancs et nuls               | Blancs et nuls | 1 129        | 2,21         | 1 915       | 3,8         |  |
| Exprimés       | Exprimés                     | Exprimés       | 49 846       | 97,79        | 48 530      | 96,2        |  |

Le suppléant de Raymond Gernez était Odulphe Depommier.

### Élections de 1968
| Candidat       | Candidat                     | Parti          | Premier tour | Premier tour | Second tour | Second tour |  |
| Candidat       | Candidat                     | Parti          | Voix         | %            | Voix        | %           |  |
| -------------- | ---------------------------- | -------------- | ------------ | ------------ | ----------- | ----------- |  |
|                | Francis Dehaine              | UDR (URP)      | 18 669       | 37,48        | 22 025      | 44,36       |  |
|                | Raymond Gernez sortant réélu | SFIO (FGDS)    | 16 982       | 34,09        | 27 624      | 55,64       |  |
|                | Henri Cary                   | PCF            | 13 125       | 26,35        | Retrait     | Retrait     |  |
|                | Jean-Paul Semal              | PSU            | 1 037        | 2,08         |             |             |  |
|                |                              |                |              |              |             |             |  |
| Inscrits       | Inscrits                     | Inscrits       | 58 928       | 100,00       | 58 930      | 100,00      |  |
| Abstentions    | Abstentions                  | Abstentions    | 8 132        | 13,8         | 8 260       | 14,02       |  |
| Votants        | Votants                      | Votants        | 50 796       | 86,2         | 50 670      | 85,98       |  |
| Blancs et nuls | Blancs et nuls               | Blancs et nuls | 983          | 1,94         | 1 021       | 2,01        |  |
| Exprimés       | Exprimés                     | Exprimés       | 49 813       | 98,06        | 49 649      | 97,99       |  |

Le suppléant de Raymond Gernez était Gérard Lepoivre, notaire à Cambrai.

### Élections de 1973
| Candidat       | Candidat               | Parti          | Premier tour | Premier tour | Second tour | Second tour |  |
| Candidat       | Candidat               | Parti          | Voix         | %            | Voix        | %           |  |
| -------------- | ---------------------- | -------------- | ------------ | ------------ | ----------- | ----------- |  |
|                | Henri Cary             | PCF            | 15 610       | 29,84        | 25 985      | 49,5        |  |
|                | Raymond Gernez sortant | PS (UGSD)      | 15 130       | 28,92        | Retrait     | Retrait     |  |
|                | Jacques Legendre élu   | UDR (URP)      | 13 259       | 25,35        | 26 507      | 50,5        |  |
|                | Claude Bottin          | MR             | 5 265        | 10,07        |             |             |  |
|                | Danielle Cattelin      | Divers droite  | 1 496        | 2,86         |             |             |  |
|                | Gilbert Claudot        | LO             | 1 548        | 2,96         |             |             |  |
|                |                        |                |              |              |             |             |  |
| Inscrits       | Inscrits               | Inscrits       | 62 334       | 100,00       | 62 333      | 100,00      |  |
| Abstentions    | Abstentions            | Abstentions    | 8 837        | 14,18        | 7 808       | 12,53       |  |
| Votants        | Votants                | Votants        | 53 497       | 85,82        | 54 525      | 87,47       |  |
| Blancs et nuls | Blancs et nuls         | Blancs et nuls | 1 189        | 2,22         | 2 033       | 3,73        |  |
| Exprimés       | Exprimés               | Exprimés       | 52 308       | 97,78        | 52 492      | 96,27       |  |

Le suppléant de Jacques Legendre était Claude Pringalle, horticulteur, conseiller municipal de Séranvillers. Claude Pringalle remplaça Jacques Legendre, nommé membre du gouvernement, du 2 mai 1977 au 2 avril 1978.

### Élections de 1978
| Candidat       | Candidat                       | Parti             | Premier tour | Premier tour | Second tour | Second tour |  |
| Candidat       | Candidat                       | Parti             | Voix         | %            | Voix        | %           |  |
| -------------- | ------------------------------ | ----------------- | ------------ | ------------ | ----------- | ----------- |  |
|                | Jacques Legendre sortant réélu | RPR               | 24 612       | 41,18        | 30 383      | 50,09       |  |
|                | Georges Cacheux                | PCF               | 17 828       | 29,83        | 30 270      | 49,91       |  |
|                | Jean Le Garrec                 | PS                | 13 640       | 22,82        | Retrait     | Retrait     |  |
|                | Irène Pergent                  | Divers écologiste | 1 438        | 2,41         |             |             |  |
|                | René Herbaut                   | Divers droite     | 767          | 1,28         |             |             |  |
|                | Jacques Beunèche               | LO                | 742          | 1,24         |             |             |  |
|                | Jacques Ramon                  | FRP               | 445          | 0,74         |             |             |  |
|                | Vincent Rzechtalski            | FN                | 292          | 0,49         |             |             |  |
|                |                                |                   |              |              |             |             |  |
| Inscrits       | Inscrits                       | Inscrits          | 68 140       | 100,00       | 68 138      | 100,00      |  |
| Abstentions    | Abstentions                    | Abstentions       | 7 568        | 11,11        | 6 091       | 8,94        |  |
| Votants        | Votants                        | Votants           | 60 572       | 88,89        | 62 047      | 91,06       |  |
| Blancs et nuls | Blancs et nuls                 | Blancs et nuls    | 808          | 1,33         | 1 394       | 2,25        |  |
| Exprimés       | Exprimés                       | Exprimés          | 59 764       | 98,67        | 60 653      | 97,75       |  |

Le suppléant de Jacques Legendre était Claude Pringalle. Claude Pringalle remplaça Jacques Legendre, nommé membre du gouvernement, du 7 mai 1978 au 22 mai 1981.

### Élections de 1981
| Candidat       | Candidat                 | Parti          | Premier tour | Premier tour | Second tour | Second tour |  |
| Candidat       | Candidat                 | Parti          | Voix         | %            | Voix        | %           |  |
| -------------- | ------------------------ | -------------- | ------------ | ------------ | ----------- | ----------- |  |
|                | Jean Le Garrec élu       | PS             | 20 382       | 36,51        | 33 996      | 58,25       |  |
|                | Jacques Legendre sortant | RPR (UNM)      | 19 796       | 35,46        | 24 367      | 41,75       |  |
|                | Georges Cacheux          | PCF            | 14 285       | 25,59        | Retrait     | Retrait     |  |
|                | Jacques Duval            | MÉP            | 1 148        | 2,05         |             |             |  |
|                | Alain Delbecq            | MDD            | 207          | 0,37         |             |             |  |
|                | M.-F. Dechy              | Extrême gauche | 1            | 0            |             |             |  |
|                |                          |                |              |              |             |             |  |
| Inscrits       | Inscrits                 | Inscrits       | 68 922       | 100,00       | 68 922      | 100,00      |  |
| Abstentions    | Abstentions              | Abstentions    | 12 504       | 18,14        | 9 587       | 13,91       |  |
| Votants        | Votants                  | Votants        | 56 418       | 81,86        | 59 335      | 86,09       |  |
| Blancs et nuls | Blancs et nuls           | Blancs et nuls | 599          | 1,06         | 972         | 1,64        |  |
| Exprimés       | Exprimés                 | Exprimés       | 55 819       | 98,94        | 58 363      | 98,36       |  |

La suppléante de Jean Le Garrec était Denise Cacheux. Denise Cacheux remplaça Jean Le Garrec, nommé membre du gouvernement, du 25 juillet 1981 au 1er avril 1986.

### Élections de 1988
| Candidat       | Candidat                   | Parti          | Premier tour | Premier tour | Second tour | Second tour |  |
| Candidat       | Candidat                   | Parti          | Voix         | %            | Voix        | %           |  |
| -------------- | -------------------------- | -------------- | ------------ | ------------ | ----------- | ----------- |  |
|                | Georges Hage sortant réélu | PCF            | 24 378       | 47,72        | 35 654      | 70,11       |  |
|                | Jocelyne Canivet           | PS             | 12 698       | 24,86        | Retrait     | Retrait     |  |
|                | Émile Messager             | RPR (URC)      | 10 209       | 19,98        | 15 202      | 29,89       |  |
|                | Francis Plus               | FN             | 3 802        | 7,44         |             |             |  |
|                |                            |                |              |              |             |             |  |
| Inscrits       | Inscrits                   | Inscrits       | 76 213       | 100,00       | 76 217      | 100,00      |  |
| Abstentions    | Abstentions                | Abstentions    | 23 669       | 31,06        | 22 840      | 29,97       |  |
| Votants        | Votants                    | Votants        | 52 544       | 68,94        | 53 377      | 70,03       |  |
| Blancs et nuls | Blancs et nuls             | Blancs et nuls | 1 457        | 2,77         | 2 521       | 4,72        |  |
| Exprimés       | Exprimés                   | Exprimés       | 51 087       | 97,23        | 50 856      | 95,28       |  |

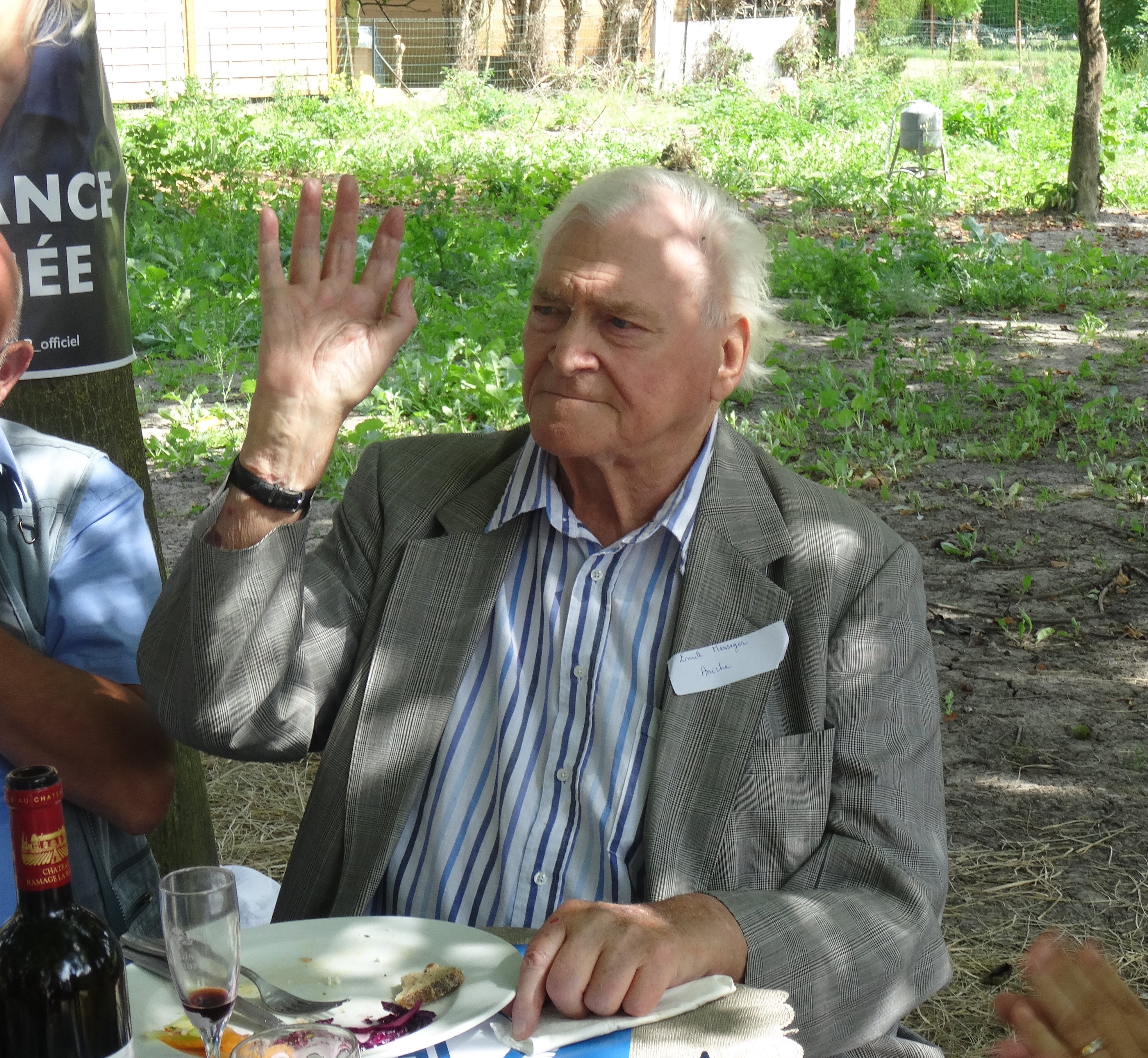
Émile Messager (1929-2017) à Arleux fin août 2016.

Le suppléant de Georges Hage était Aldebert Valette, professeur, conseiller général du canton de Douai-Ouest, maire d'Auby.

### Élections de 1993
| Candidat       | Candidat                   | Parti               | Premier tour | Premier tour | Second tour | Second tour |  |
| Candidat       | Candidat                   | Parti               | Voix         | %            | Voix        | %           |  |
| -------------- | -------------------------- | ------------------- | ------------ | ------------ | ----------- | ----------- |  |
|                | Georges Hage sortant réélu | PCF                 | 19 088       | 37,24        | 30 845      | 60,55       |  |
|                | Patrick Vanandrewelt       | Divers droite (UPF) | 8 993        | 17,55        | 20 097      | 39,45       |  |
|                | Daniel Mio                 | PS (ADFP)           | 7 691        | 15,01        |             |             |  |
|                | Émile Messager             | FN                  | 6 975        | 13,61        |             |             |  |
|                | Annie Sterckeman           | LT-LNÉ              | 2 517        | 4,91         |             |             |  |
|                | Alain Pruvot               | Les Verts (EÉ)      | 2 441        | 4,76         |             |             |  |
|                | Didier Sniadach            | diss. UDF           | 2 389        | 4,66         |             |             |  |
|                | Laurence Viguié            | LO                  | 1 161        | 2,27         |             |             |  |
|                |                            |                     |              |              |             |             |  |
| Inscrits       | Inscrits                   | Inscrits            | 76 575       | 100,00       | 76 575      | 100,00      |  |
| Abstentions    | Abstentions                | Abstentions         | 22 074       | 28,83        | 21 825      | 28,5        |  |
| Votants        | Votants                    | Votants             | 54 501       | 71,17        | 54 750      | 71,5        |  |
| Blancs et nuls | Blancs et nuls             | Blancs et nuls      | 3 246        | 5,96         | 3 808       | 6,96        |  |
| Exprimés       | Exprimés                   | Exprimés            | 51 255       | 94,04        | 50 942      | 93,04       |  |

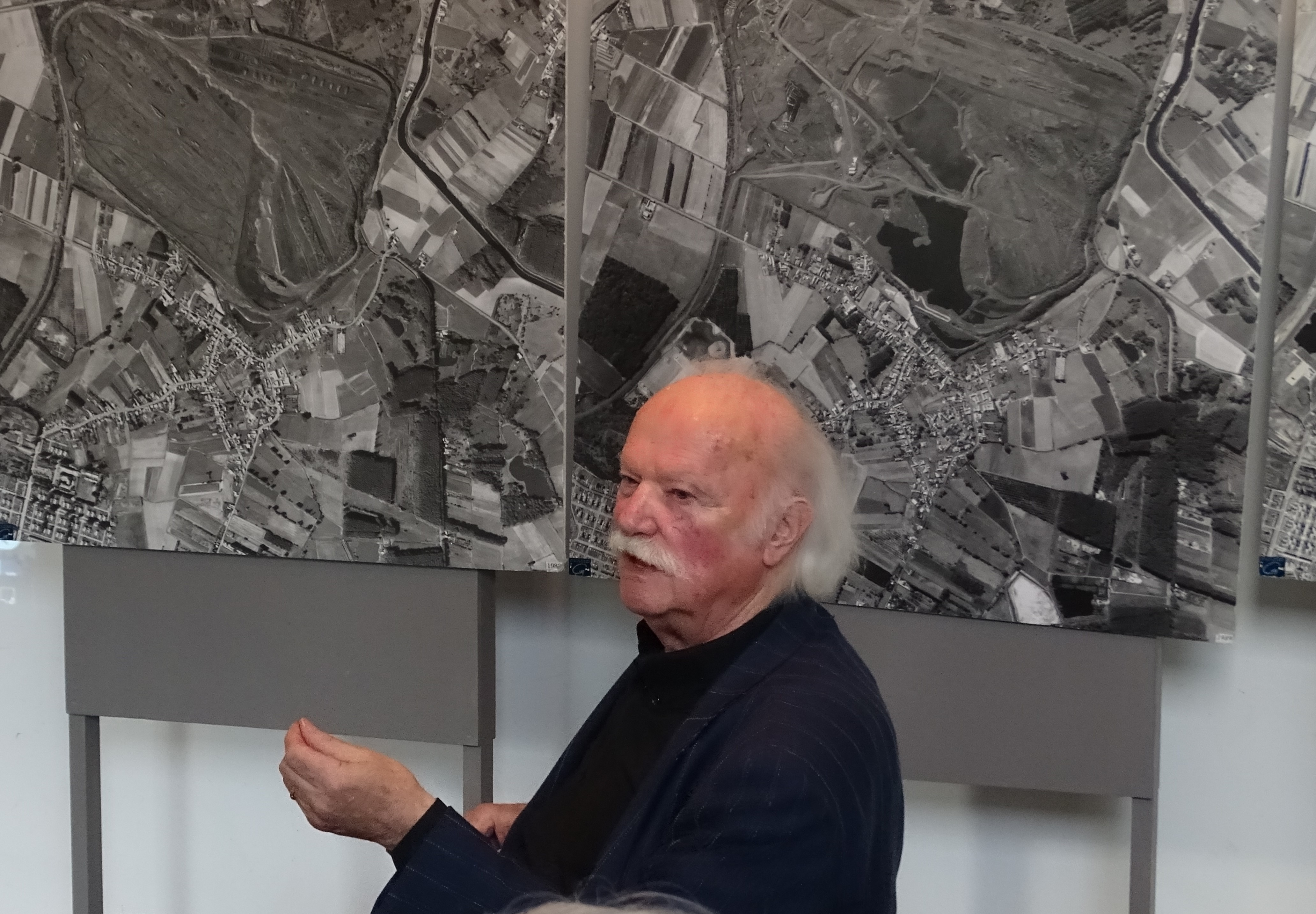
Daniel Mio en novembre 2019.

Le suppléant de Georges Hage était Aldebert Valette.

### Élections de 1997
| Candidat       | Candidat                   | Parti          | Premier tour | Premier tour | Second tour | Second tour |  |
| Candidat       | Candidat                   | Parti          | Voix         | %            | Voix        | %           |  |
| -------------- | -------------------------- | -------------- | ------------ | ------------ | ----------- | ----------- |  |
|                | Georges Hage sortant réélu | PCF            | 20 010       | 37,69        | 33 103      | 100,00      |  |
|                | Jeannine Marquaille        | PS             | 9 859        | 18,57        | Retrait     | Retrait     |  |
|                | René Gambiez               | FN             | 7 021        | 13,23        |             |             |  |
|                | Serge Gaillot              | RPR            | 6 917        | 13,03        |             |             |  |
|                | Patrick Vanandrewelt       | diss. UDF      | 4 091        | 7,71         |             |             |  |
|                | Laurence Viguié            | LO             | 1 772        | 3,34         |             |             |  |
|                | Philippe Bernard           | Les Verts      | 1 487        | 2,8          |             |             |  |
|                | Béatrice Pottier           | LT-LNÉ         | 1 070        | 2,02         |             |             |  |
|                | Zdzislaw Sniadach          | CNIP (LDI)     | 857          | 1,61         |             |             |  |
|                | Annie Paurisse             | GÉ             | 0            | 0            |             |             |  |
|                |                            |                |              |              |             |             |  |
| Inscrits       | Inscrits                   | Inscrits       | 76 705       | 100,00       | 76 705      | 100,00      |  |
| Abstentions    | Abstentions                | Abstentions    | 21 024       | 27,41        | 31 435      | 40,98       |  |
| Votants        | Votants                    | Votants        | 55 681       | 72,59        | 45 270      | 59,02       |  |
| Blancs et nuls | Blancs et nuls             | Blancs et nuls | 2 597        | 4,66         | 12 167      | 26,88       |  |
| Exprimés       | Exprimés                   | Exprimés       | 53 084       | 95,34        | 33 103      | 73,12       |  |

Le suppléant de Georges Hage était Aldebert Valette.

### Élections de 2002
| Candidat       | Candidat                   | Parti             | Premier tour | Premier tour | Second tour | Second tour |  |
| Candidat       | Candidat                   | Parti             | Voix         | %            | Voix        | %           |  |
| -------------- | -------------------------- | ----------------- | ------------ | ------------ | ----------- | ----------- |  |
|                | Georges Hage sortant réélu | PCF               | 14 186       | 30,01        | 22 680      | 100,00      |  |
|                | Jeannine Marquaille        | PS                | 9 585        | 20,28        | Retrait     | Retrait     |  |
|                | Patrick Vanandrewelt       | UMP               | 9 301        | 19,68        |             |             |  |
|                | Émile Messager             | FN                | 7 193        | 15,22        |             |             |  |
|                | Liliane Sniadach           | UDF               | 1 669        | 3,53         |             |             |  |
|                | Édouard de Notaris         | CPNT              | 1 203        | 2,55         |             |             |  |
|                | Florence L'Hostis          | LO                | 974          | 2,06         |             |             |  |
|                | Éric Gola                  | LCR               | 973          | 2,06         |             |             |  |
|                | Philippe Bernard           | Les Verts         | 969          | 2,05         |             |             |  |
|                | Lydia Kazes                | Divers écologiste | 541          | 1,14         |             |             |  |
|                | France Losio               | MNR               | 383          | 0,81         |             |             |  |
|                | Louis Boniffacino          | Divers            | 150          | 0,32         |             |             |  |
|                | Victor Ballot              | Divers            | 141          | 0,3          |             |             |  |
|                |                            |                   |              |              |             |             |  |
| Inscrits       | Inscrits                   | Inscrits          | 79 861       | 100,00       | 79 861      | 100,00      |  |
| Abstentions    | Abstentions                | Abstentions       | 31 340       | 39,24        | 49 416      | 61,88       |  |
| Votants        | Votants                    | Votants           | 48 521       | 60,76        | 30 445      | 38,12       |  |
| Blancs et nuls | Blancs et nuls             | Blancs et nuls    | 1 253        | 2,58         | 7 765       | 25,51       |  |
| Exprimés       | Exprimés                   | Exprimés          | 47 268       | 97,42        | 22 680      | 74,49       |  |

Le suppléant de Georges Hage était Jean-Jacques Candelier, conseiller général du canton de Marchiennes, maire de Bruille-lez-Marchiennes, cadre A de la fonction publique territoriale.

### Élections de 2007
| Candidat       | Candidat                   | Parti          | Premier tour | Premier tour | Second tour | Second tour |  |
| Candidat       | Candidat                   | Parti          | Voix         | %            | Voix        | %           |  |
| -------------- | -------------------------- | -------------- | ------------ | ------------ | ----------- | ----------- |  |
|                | Jean-Jacques Candelier élu | PCF            | 15 239       | 32,92        | 29 565      | 66,09       |  |
|                | Michelle Derain            | UMP            | 11 038       | 23,84        | 15 169      | 33,91       |  |
|                | Jeannine Marquaille        | PS             | 9 565        | 20,66        |             |             |  |
|                | Monique Delevallet         | FN             | 2 993        | 6,46         |             |             |  |
|                | Angelo Errera-Muller       | UDF–MoDem      | 2 067        | 4,46         |             |             |  |
|                | Philippe Bernard           | Les Verts      | 979          | 2,11         |             |             |  |
|                | Christian Veldeman         | LCR            | 820          | 1,77         |             |             |  |
|                | Jocelyne Lenglin           | CPNT           | 680          | 1,47         |             |             |  |
|                | Thérèse Desmaretz          | LT-LNÉ         | 631          | 1,36         |             |             |  |
|                | Jean-Jacques Bracq         | Divers         | 625          | 1,35         |             |             |  |
|                | Florence L'Hostis          | LO             | 610          | 1,32         |             |             |  |
|                | Philippe Leroy             | NC             | 423          | 0,91         |             |             |  |
|                | Rolande Perlican           | diss. PCF      | 394          | 0,85         |             |             |  |
|                | Gérard Tonnel              | Extrême droite | 233          | 0,5          |             |             |  |
|                |                            |                |              |              |             |             |  |
| Inscrits       | Inscrits                   | Inscrits       | 82 277       | 100,00       | 81 256      | 100,00      |  |
| Abstentions    | Abstentions                | Abstentions    | 34 852       | 42,36        | 34 515      | 42,48       |  |
| Votants        | Votants                    | Votants        | 47 425       | 57,64        | 46 741      | 57,52       |  |
| Blancs et nuls | Blancs et nuls             | Blancs et nuls | 1 128        | 2,38         | 2 007       | 4,29        |  |
| Exprimés       | Exprimés                   | Exprimés       | 46 297       | 97,62        | 44 734      | 95,71       |  |

### Élections de 2012
| Candidat       | Candidat                             | Parti                | Premier tour | Premier tour | Second tour | Second tour |  |
| Candidat       | Candidat                             | Parti                | Voix         | %            | Voix        | %           |  |
| -------------- | ------------------------------------ | -------------------- | ------------ | ------------ | ----------- | ----------- |  |
|                | Jean-Jacques Candelier sortant réélu | PCF (FG)             | 15 736       | 35,09        | 23 461      | 100,00      |  |
|                | Christian Entem                      | PS                   | 11 580       | 25,82        | Retrait     | Retrait     |  |
|                | Marie Bocquet                        | FN (RBM)             | 9 189        | 20,49        |             |             |  |
|                | Mireille Morelle                     | UMP (PRV)            | 6 123        | 13,65        |             |             |  |
|                | Laurent Desmons                      | MoDem (CpF)          | 840          | 1,87         |             |             |  |
|                | Adrien Hildebrandt                   | MÉI (EÉLV)           | 499          | 1,11         |             |             |  |
|                | Roger Marie                          | LO                   | 377          | 0,84         |             |             |  |
|                | Jacques Pollet                       | NPA                  | 235          | 0,52         |             |             |  |
|                | Vincent Harduin                      | AÉI (Union des gens) | 263          | 0,59         |             |             |  |
|                |                                      |                      |              |              |             |             |  |
| Inscrits       | Inscrits                             | Inscrits             | 83 611       | 100,00       | 83 611      | 100,00      |  |
| Abstentions    | Abstentions                          | Abstentions          | 38 001       | 45,45        | 53 106      | 63,52       |  |
| Votants        | Votants                              | Votants              | 45 610       | 54,55        | 30 505      | 36,48       |  |
| Blancs et nuls | Blancs et nuls                       | Blancs et nuls       | 768          | 1,68         | 7 044       | 23,09       |  |
| Exprimés       | Exprimés                             | Exprimés             | 44 842       | 98,32        | 23 461      | 76,91       |  |

### Élections de 2017
|                                                                      |                                                                        |                           |                           |                          |                          |
|                                                                      |                                                                        | Premier tour 11 juin 2017 | Premier tour 11 juin 2017 | Second tour 18 juin 2017 | Second tour 18 juin 2017 |
|                                                                      |                                                                        |                           |                           |                          |                          |
|                                                                      |                                                                        | Nombre                    | % des inscrits            | Nombre                   | % des inscrits           |
| Inscrits                                                             | Inscrits                                                               | 83 022                    | 100,00                    | 83 023                   | 100,00                   |
| Abstentions                                                          | Abstentions                                                            | 46 242                    | 55,70                     | 49 704                   | 59,87                    |
| Votants                                                              | Votants                                                                | 36 780                    | 44,30                     | 33 319                   | 40,13                    |
|                                                                      |                                                                        |                           | % des votants             |                          | % des votants            |
| Bulletins blancs                                                     | Bulletins blancs                                                       | 621                       | 1,69                      | 2 001                    | 6,01                     |
| Bulletins nuls                                                       | Bulletins nuls                                                         | 258                       | 0,70                      | 783                      | 2,35                     |
| Suffrages exprimés                                                   | Suffrages exprimés                                                     | 35 901                    | 97,61                     | 30 535                   | 91,64                    |
|                                                                      |                                                                        |                           |                           |                          |                          |
| Candidat Étiquette politique (partis et alliances)                   | Candidat Étiquette politique (partis et alliances)                     | Voix                      | % des exprimés            | Voix                     | % des exprimés           |
|                                                                      |                                                                        |                           |                           |                          |                          |
|                                                                      | Hortense de Méreuil Front national                                     | 10 444                    | 29,09                     | 13 478                   | 44,14                    |
|                                                                      | Alain Bruneel Parti communiste français                                | 7 343                     | 20,45                     | 17 057                   | 55,86                    |
|                                                                      | Chantal Rybak Mouvement démocrate (La République en marche)            | 7 266                     | 20,24                     |                          |                          |
|                                                                      | Frédéric Delannoy Parti socialiste                                     | 5 584                     | 15,55                     |                          |                          |
|                                                                      | Nacéra Soltani Les Républicains (Union des démocrates et indépendants) | 2 812                     | 7,83                      |                          |                          |
|                                                                      | Philippe Bernard Europe Écologie Les Verts                             | 1 050                     | 2,92                      |                          |                          |
|                                                                      | Roger Marie Lutte ouvrière                                             | 705                       | 1,96                      |                          |                          |
|                                                                      | Loïc Jaspart Écologiste (Alliance écologiste indépendante)             | 386                       | 1,08                      |                          |                          |
|                                                                      | Émilie Fauvel Divers (Union populaire républicaine)                    | 311                       | 0,87                      |                          |                          |
| Source : Ministère de l'Intérieur - Seizième circonscription du Nord |                                                                        |                           |                           |                          |                          |

Alain Bruneel bat la conseillère régionale frontiste Hortense de Méreüil en obtenant 55,86 % des suffrages exprimés,.

### Élections de 2022
| Résultats des élections législatives des 12 et 19 juin 2022 de la 16e circonscription du Nord |                          |                          |              |              |             |             |
| Candidat                                                                                      | Candidat                 | Parti et coalition       | Premier tour | Premier tour | Second tour | Second tour |
| Candidat                                                                                      | Candidat                 | Parti et coalition       | Voix         | %            | Voix        | %           |
|                                                                                               | Matthieu Marchio         | RN                       | 12 416       | 35,86        | 16 316      | 50,33       |
|                                                                                               | Alain Bruneel            | PCF (NUPES)              | 11 632       | 33,59        | 16 103      | 49,67       |
|                                                                                               | Chantal Rybak            | LREM (ENS)               | 5 245        | 15,15        |             |             |
|                                                                                               | Mady Dorchies            | LR (UDC)                 | 1 838        | 5,31         |             |             |
|                                                                                               | Tanneguy Adriencense     | REC                      | 990          | 2,86         |             |             |
|                                                                                               | Delphine Zagacki         | PRG                      | 967          | 2,79         |             |             |
|                                                                                               | Antoine Stathoulias      | PA                       | 962          | 2,78         |             |             |
|                                                                                               | Éric Pecqueur            | LO                       | 577          | 1,67         |             |             |
| Votes valides                                                                                 | Votes valides            | Votes valides            | 34 627       | 97,82        | 32 419      | 92,22       |
| Votes blancs                                                                                  | Votes blancs             | Votes blancs             | 567          | 1,60         | 2 028       | 5,77        |
| Votes nuls                                                                                    | Votes nuls               | Votes nuls               | 203          | 0,57         | 706         | 2,01        |
| Total                                                                                         | Total                    | Total                    | 35 397       | 100          | 35 153      | 100         |
| Abstention                                                                                    | Abstention               | Abstention               | 48 329       | 57,72        | 48 582      | 58,02       |
| Inscrits / participation                                                                      | Inscrits / participation | Inscrits / participation | 83 726       | 42,28        | 83 735      | 41,98       |

### Élections de 2024
| Candidat                 | Candidat                 | Parti et coalition       | Nuance                   | Premier tour | Premier tour |
| Candidat                 | Candidat                 | Parti et coalition       | Nuance                   | Voix         | %            |
| ------------------------ | ------------------------ | ------------------------ | ------------------------ | ------------ | ------------ |
|                          | Matthieu Marchio         | RN                       | RN                       | 26 608       | 53,12        |
|                          | Alain Bruneel            | PCF (NFP)                | UG                       | 14 199       | 28,35        |
|                          | François Cresta          | MoDem (ENS)              | ENS                      | 8 135        | 16,24        |
|                          | Éric Pecqueur            | LO                       | EXG                      | 1 145        | 2,29         |
|                          |                          |                          |                          |              |              |
| Suffrages exprimés       | Suffrages exprimés       | Suffrages exprimés       | Suffrages exprimés       | 50 087       | 97,08        |
| Votes blancs             | Votes blancs             | Votes blancs             | Votes blancs             | 1 091        | 2,11         |
| Votes nuls               | Votes nuls               | Votes nuls               | Votes nuls               | 416          | 0,81         |
| Total                    | Total                    | Total                    | Total                    | 51 594       | 100          |
| Abstention               | Abstention               | Abstention               | Abstention               | 32 447       | 38,61        |
| Inscrits / participation | Inscrits / participation | Inscrits / participation | Inscrits / participation | 84 041       | 61,39        |

Le 24 juillet 2025, François Cresta est déclaré inéligible pendant 3 ans.